# Anosia megalippe
Anosia megalippe är en fjärilsart som beskrevs av Jacob Hübner 1820/26. Anosia megalippe ingår i släktet Anosia och familjen praktfjärilar. Inga underarter finns listade i Catalogue of Life.